# OTB Group
OTB, acronimo di Only The Brave, è una holding italiana che controlla i marchi di moda Diesel, Maison Margiela, Marni, Viktor&Rolf e Jil Sander. OTB controlla anche le aziende Staff International, Brave Kid e Stephen e detiene una quota di minoranza del marchio statunitense Amiri. 
Il gruppo detiene inoltre la maggioranza delle quote del club calcistico L.R. Vicenza. La holding è stata fondata nel 2002 da Renzo Rosso, attuale presidente ed imprenditore indicato da Forbes tra le persone più ricche d'Italia. Nel 2017 Ubaldo Minelli è stato nominato CEO del Gruppo.

## Storia
Dopo aver creato il marchio Diesel nel 1978, Renzo Rosso ha acquisito il controllo completo del brand nel 1985. Il 2000 ha segnato l'acquisizione di Staff International, che gestisce direttamente la ricerca e lo sviluppo, la produzione e la logistica di alcuni dei marchi presenti nel portafoglio di OTB, tra cui Maison Margiela, Marni, Jil Sander e le collezioni Diesel di calzature, borse e piccola pelletteria, e detiene accordi di licenza esclusiva mondiale con marchi internazionali, tra cui Dsquared², per la ricerca e lo sviluppo dei prodotti, la produzione e la distribuzione omnichannel delle collezioni. Nel 2002 Renzo Rosso fonda il Gruppo OTB e diventa azionista di maggioranza di Maison Margiela. Nel 2008 anche Viktor&Rolf entra a far parte del Gruppo e nello stesso anno viene fondata OTB Foundation. L'anno 2011 ha visto la costituzione di Brave Kid, un'azienda unica nel suo genere, specializzata nello sviluppo di prodotti di abbigliamento e accessori per bambini. Brave Kid produce e distribuisce in licenza articoli di abbigliamento e relativi accessori a marchio Diesel, MM6 Maison Margiela, Marni, Dsquared², N21 e MYAR per le collezioni bambino. Nel 2015 è stata acquisita anche Marni, e nel 2019 il Gruppo ha acquisito una quota di minoranza del marchio statunitense Amiri. Nel 2021 viene acquisita anche l'azienda Jil Sander. Nel marzo 2024 acquisisce la maggioranza del marchio di calzature di alta gamma Stephen, fornitore anche per le case calzaturiere di lusso.
La holding detiene dal 2018 le quote di maggioranza del club di calcio L.R. Vicenza.

## Responsabilità sociale
Nel 2006 Renzo Rosso ha creato anche OTB Foundation, che ad oggi ha investito in oltre 350 progetti sociali nel mondo. La missione della Fondazione è quella di agire in situazioni di emergenza e migliorare la vita delle persone in maniera sostenibile garantendo loro uguali opportunità.
In particolare, la Fondazione sostiene:
- i bambini e i giovani, con attività di prevenzione nelle scuole contro droghe, alcool, ludopatie[11] bullismo, cyberbullismo[12] e sostegno a case di accoglienza[13] e progetti per l’infanzia di vario genere;

- le donne, con attività di supporto a vittime di violenza attraverso i servizi di un centro antiviolenza, assistenza psicologica e legale gratuita, e l’attivazione di tirocini formativi.[14] La Fondazione coordina da diversi anni campagne di prevenzione per i giovani di tutta Italia attraverso una serie di incontri di sensibilizzazione contro la violenza di genere e tra pari[15], oltre a progetti mirati all’empowerment delle donne;[16]

- l’integrazione e la tutela di chi non gode della protezione dei propri diritti fondamentali[5], anche con progetti nati dai bisogni di rifugiati e richiedenti asilo collegando domanda e offerta di lavoro, e favorendo l'integrazione sociale ed economica di migranti e stranieri.[17]

Grazie a una serie di interventi realizzati da OTB Foundation per rispondere ai bisogni urgenti generati da svariate situazioni di crisi (dai terremoti in Italia e all’estero, alla pandemia, alla situazione afghana, fino alla guerra in Ucraina e l’emergenza povertà), la Fondazione ha identificato una quarta categoria di destinatari: le persone che vivono una situazione di emergenza.